# Armadura (estructura)

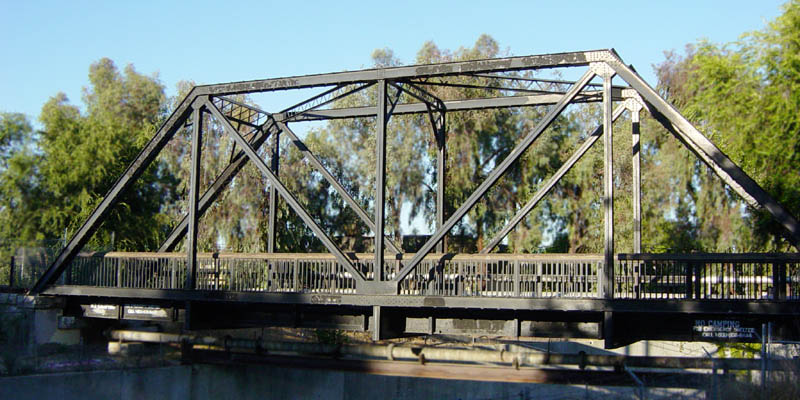
Puente a base celosías planas en sus caras construido para un antiguo ferrocarril (ahora convertido en puente peatonal).

En ingeniería estructural, una armadura o celosía es una estructura reticular de barras rectas interconectadas en nudos formando triángulos planos (en celosías planas) o pirámides tridimensionales (en celosías espaciales). En muchos países se les conoce como armaduras o reticulados. El interés de este tipo de estructuras es que las barras trabajan predominantemente a compresión y tracción presentando comparativamente flexiones pequeñas. El término está tomado de la celosía arquitectónica tradicional.
Las celosías pueden ser construidas con materiales diversos: acero, madera, aluminio, etc. Las uniones pueden ser articuladas o rígidas. En las celosías de nudos articulados la flexión es despreciable siempre y cuando las cargas que debe soportar la celosía estén aplicadas en los nudos de unión de las barras.
Una cercha es una celosía de canto variable a dos aguas.

## Historia

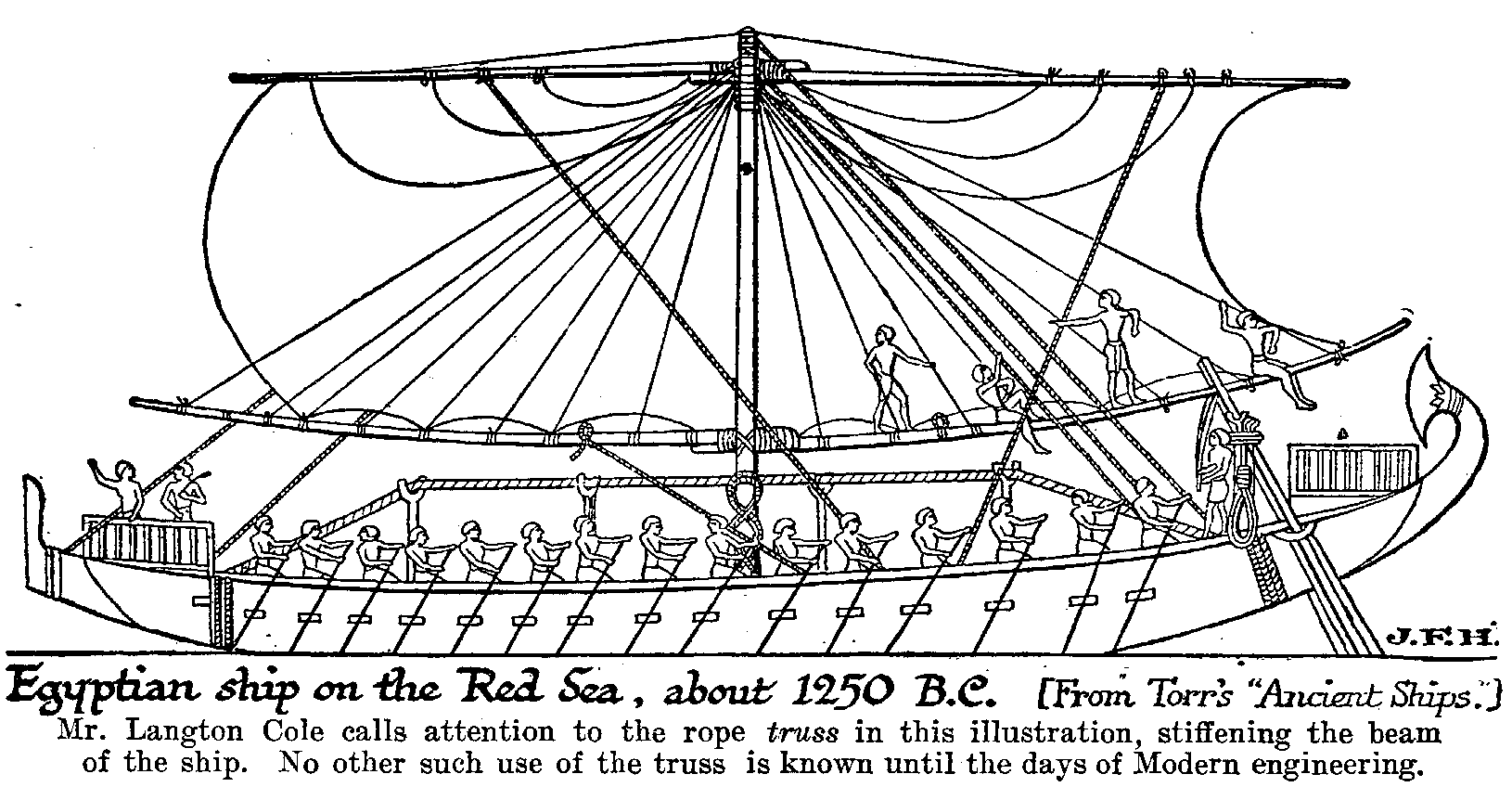
Un barco egipcio en el mar Rojo con una celosía de cuerdas, el uso más antiguo conocido de las celosías, para hacer rígida la viga de la nave. Un dispositivo similar fue posteriormente utilizado en los trirremes griegos. Las celosías no entraron en el uso común hasta la era romana.

Las primeras celosías eran de madera. 
Los griegos ya usaban celosías de madera para la construcción de algunas casas. 
En 1570, Andrea Palladio publicó I Quattro Libri dell'Architettura, que contenían instrucciones para la construcción de puentes de celosía fabricados en madera.

## Clasificación de las celosías

### Celosías planas

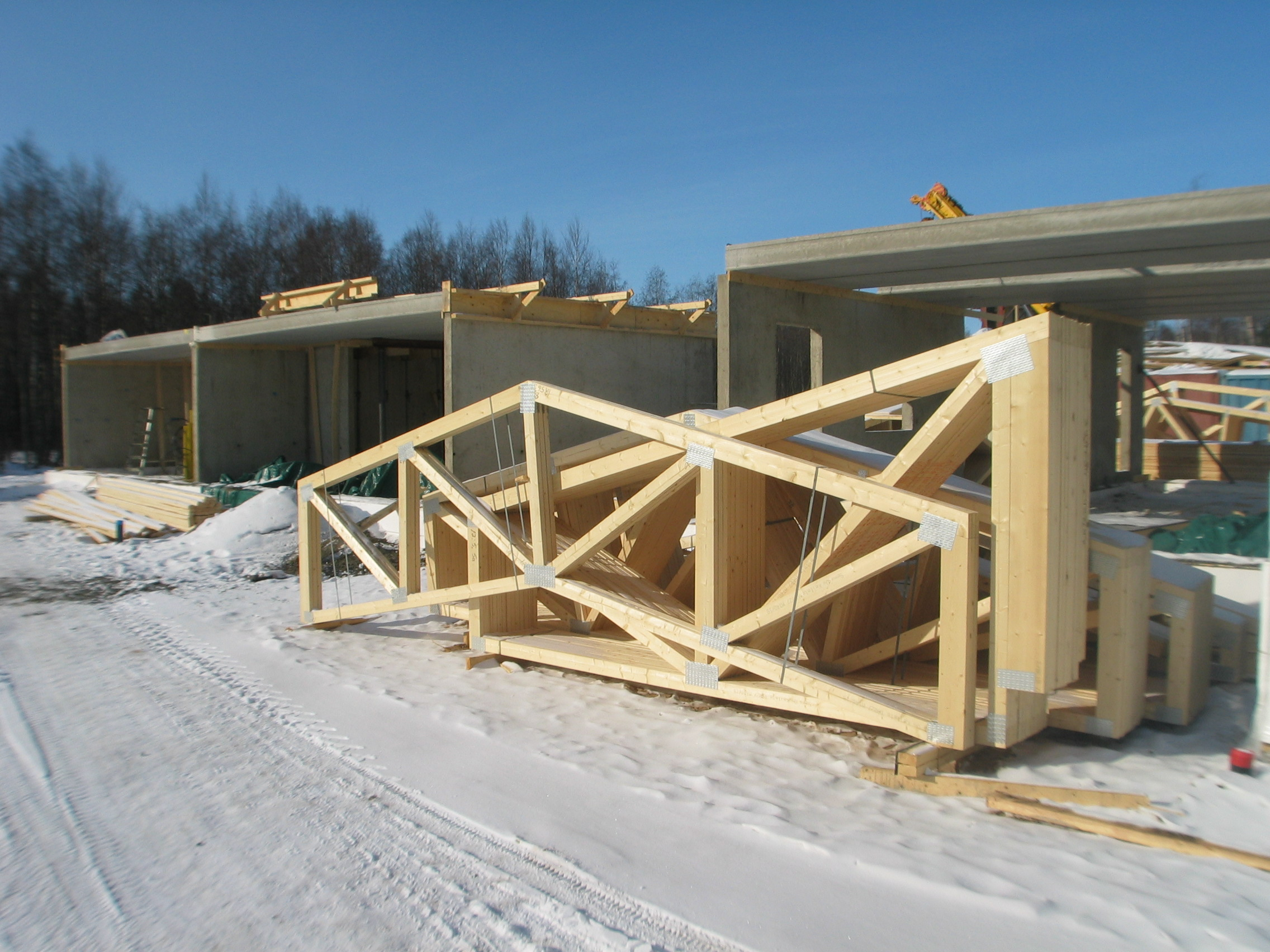
Celosías planas de tejado.

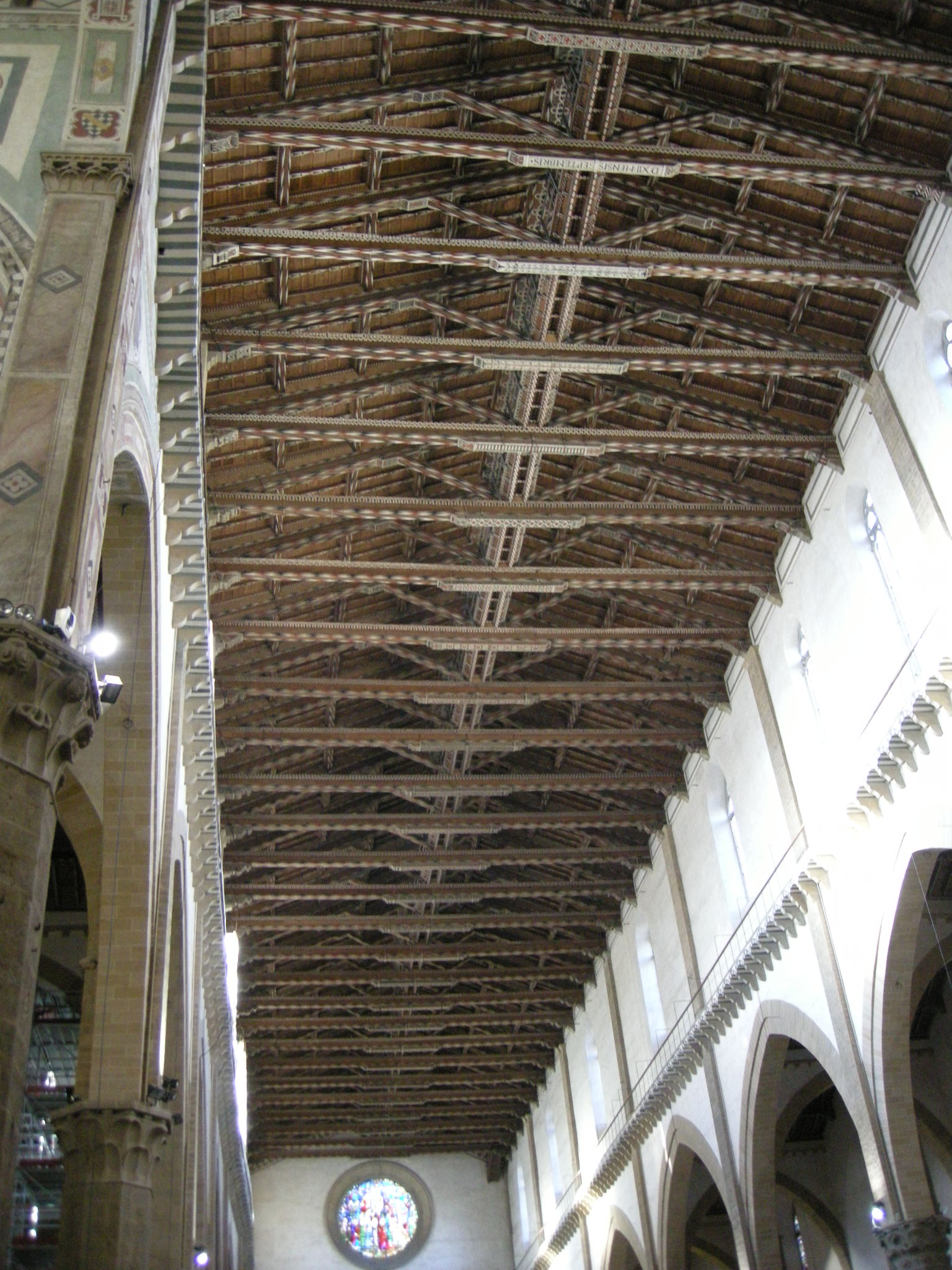
Las celosías de tejado de la Basílica de la Santa Cruz (Florencia).

Las celosías planas de nudos articulados pueden dividirse desde el punto de vista estructural en:
- Celosías simples son celosías estáticamente determinadas, en el que el número de barras y el número de nudos satisface que b + 3 = 2n, pueden ser calculadas mediante las ecuaciones de la estática en alguna de sus modalidades equilibrio de nudos o métodos de la estática gráfica. Geométricamente son una triangulación conforme o regular.
- Celosías compuestas, son también celosías estáticamente determinadas con b + 3 = 2n que pueden construirse uniendo dos o más celosías simples, de tal manera que cada par comparta una sus articulaciones y se añada alguna barra adicional entre cada par de modo que cualquier movimiento de una respecto de la otra esté impedido. Admiten una reducción al caso anterior.
- Celosías complejas, que engloba a cualquier celosía plana que no sea de los tipos anteriores. Son estructuras hiperestáticas para las que se puede usar el método de Heneberg o el método matricial de la rigidez.

Si una celosía plana es de nudos rígidos, entonces es hiperestática con independencia del número de nudos y barras. En esos casos usualmente se calculan de modo aproximado suponiendo que sus nudos son articulados (si la son similares a una celosía simple o compuesta), o de modo razonablemente más exacto por el método matricial de la rigidez.

### Celosías planas estáticamente determinadas
Una celosía se llama estáticamente determinada o totalmente isostática si se aplican sucesivamente las ecuaciones de equilibrio mecánico, primero al conjunto de la estructura, para determinar sus reacciones, y luego a las partes internas, para determinar los esfuerzos sobre cada uno de los elementos que la integran. Estas dos condiciones se llaman:
- Isostaticidad externa, cuando es posible calcular las reacciones usando exclusivamente las ecuaciones de la estática. Para que eso suceda el número de grados de libertad eliminados por los anclajes varios de la celosía debe ser a lo sumo de tres, puesto que solo existen tres ecuaciones independientes de la estática aplicables al conjunto de la estructura.
- Isostaticidad interna, cuando es posible determinar los esfuerzos internos de cada una de las barras que forman la estructura, como veremos para que se dé esta condición se requiere una cierta relación entre el número de barras y nudos.

Una celosía plana, solo puede ser isostática si está formada por nudos articulados y las barras solo transmiten esfuerzos a otras barras en la dirección de su eje. Eso implica que en una celosía plana hiperestáticamente determinada el momento flector es nulo en todas las barras de la misma, estando solicitada cada barra solo axialmente. Como una estructura de barras articuladas solo puede comportarse rígidamente si cada región mínima encerrada por las barras es triangular, las celosías planas estáticamente determinadas están formadas por barras que forman regiones triangulares adyacentes unas a otras.
Además la condición de estar estáticamente determinada conlleva, como vamos a ver, una relación entre el número de barras y nudos. Llamemos b al número de barras y n al número de nudos. Las condiciones de isostaticidad interna y externa requieren que el número de ecuaciones estáticas linealmente independientes iguale al número de incógnitas:
1. Empecemos contando el número de incógnitas: si la estructura es externamente isostática las reacciones totales dependerán de tres valores incógnita, por otro lado la condición de isostaticidad interna requerirá que determinemos el valor del esfuerzo axial de cada barra. Esto nos da b+3 incógnitas.
2. En cuanto al número de ecuaciones de la estática, al no existir momentos flectores y ejercer cada barra solo esfuerzo según su eje, se puede ver que en cada uno de los n nudos de la estructura las fuerzas verticales y horizontales deben anularse, eso nos da dos ecuaciones por nudo. En total podemos plantear el equilibrio de cada nudo independientemente por lo que el número de ecuaciones totales es de 2n.

La condición de isostaticidad de la celosía requerirá por tanto:

{\displaystyle b+3=2n\,}

### Celosías tridimensionales

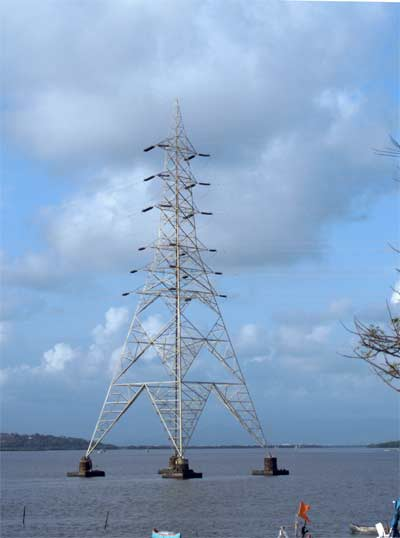
Una torre eléctrica, una estructura de celosía tridimensional

Las celosías tridimensionales isostáticas se forman a partir de tetraedros. Otra posibilidad común para las celosías tridimensionales es hacerlas de base cuadrada y rigidizar de algún modo en el plano de las bases. Una celosía espacial es internamente isostática si el número de barras b que la forman y el número de nudos n que forman las barras entre sí satisface que:

{\displaystyle b+6=3n\,}

### Celosías de nudos rígidos
Una celosía de nudos rígidos es un tipo de estructura hiperestática que geométricamente puede ser similar a una celosía estáticamente determinada pero estructuralmente tiene barras trabajando en flexión.
Un nudo se llama rígido si una vez deformada la estructura el ángulo formado inicialmente por todas las barras se mantiene a pesar de que globalmente todo el nudo ha podido haber girado un ángulo finito. 
Puede probarse que dos celosías de idéntica geometría, siendo los nudos de una rígidos y los de la otra articulados, cumplen que:
1. La celosía de nudos articulados tiene esfuerzos axiales mayores que la de nudos rígidos.
2. La celosía de nudos articulados es más deformable.
3. La celosía de nudos rígidos presenta mayores problemas en el dimensionado de las uniones entre barras.

## Celosías planas notables
De acuerdo con el uso y disposición de las cargas conviene una u otra tipología o disposición de montantes verticales y diagonales. Algunas de las tipologías más usadas se conocen por el nombre propio de las personas que las patentaron o estudiaron en detalle por vez primera.
En las celosías horizontales con cargas gravitatorias verticales generalmente el cordón superior (conjunto de barras horizontales o inclinadas situadas más arriba) está sometido a esfuerzos de compresión, mientras que el cordón inferior está sometido a esfuerzos de tracción. En cambio, los montantes y las diagonales presentan más variabilidad. Según la inclinación de las diagonales a uno u otro lado pueden estar todas traccionadas, todas comprimidas, con compresiones y tracciones alternas, o con una distribución de esfuerzos aún más compleja. El esfuerzo de los montantes a su vez suele ser contrario al de las diagonales adyacentes, aunque esto no es una regla general.

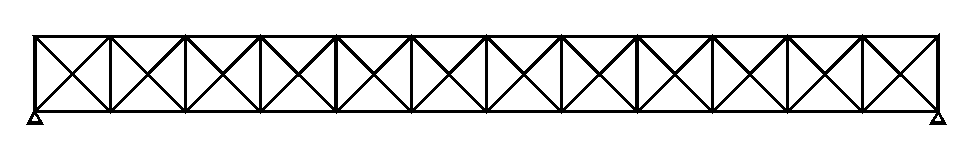
Esquema de celosía Long

- Celosía Long: Este tipo de celosía debe su nombre a Stephen H. Long (1784-1864), y tiene su origen hacia 1835. Los cordones superior e inferior horizontales se unen mediante montantes verticales todos ellos arriostrados por diagonales dobles.

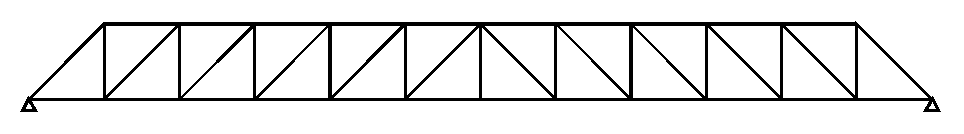
Esquema de celosía Howe

- Celosía Howe fue patentada en 1840 por William Howe, aunque ya había sido usada con anterioridad. Se usó mucho en el diseño de celosías de madera, está compuesta por montantes verticales entre el cordón superior e inferior. Las diagonales se unen en sus extremos donde coincide un montante con el cordón superior o inferior (formando Λ's). Con esa disposición las diagonales están sometidas a compresión, mientras que los montantes trabajan a tracción.
Esta tipología no constituye un buen diseño si toda la celosía es del mismo material. Históricamente se usó mucho en la construcción de los primeros puentes de ferrocarril. Con la disposición Howe se lograba que los elementos verticales que eran metálicos y más cortos estuviera traccionados, mientras que las diagonales más largas estaban comprimidas, lo cual era económico puesto que los elementos metálicos eran más caros y con la disposición Howe se minimizaba su longitud.

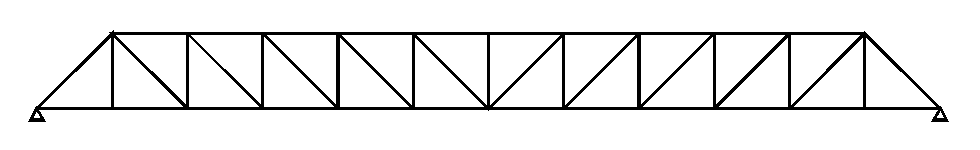
Esquema de celosía Pratt

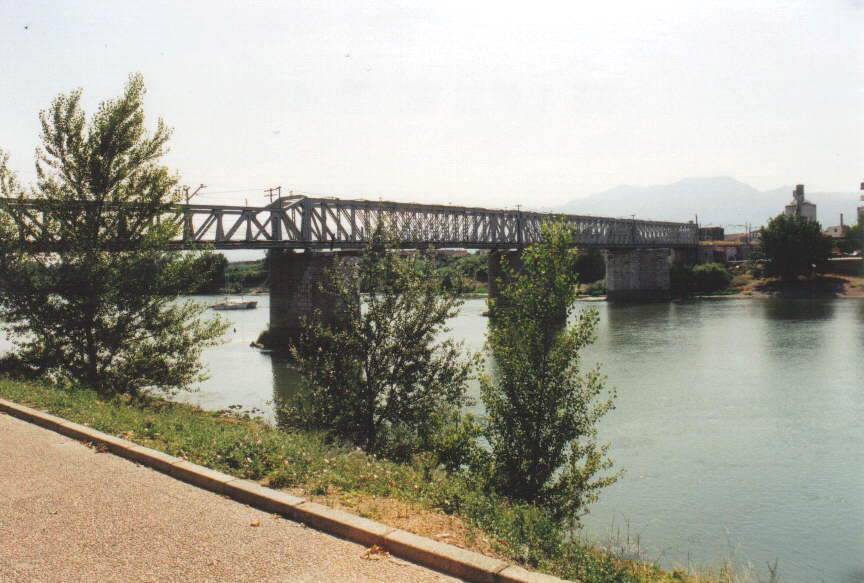
El puente del ferrocarril sobre el río Ebro a la altura de Tortosa es principalmente una celosía Pratt con algunas variaciones particulares

- Celosía Pratt: Originalmente fue diseñada por Thomas y Caleb Pratt en 1844, representa la adaptación de las celosías al uso más generalizado de un nuevo material de construcción de la época: el acero. A diferencia de una celosía Howe, aquí las barras están inclinadas en sentido contrario (ahora forman V's), de manera que las diagonales están sometidas a tracción mientras que las barras verticales están comprimidas.
Eso representa ventajas si toda la celosía es de acero, ya que los elementos traccionados no presentan problemas de pandeo aunque sean largos mientras que los sometidos a compresión si pueden presentar pandeo, lo que obliga a hacerlos de mayor espesor. Puesto que el efecto del pandeo es proporcional a la longitud de las barras interesa que los elementos más cortos sean los que sufren la compresión. La celosía Pratt puede presentar variaciones, normalmente consistentes en barras suplementarias que van desde las diagonales hasta el cordón superior, dichas barras son usadas para reducir la longitud efectiva de pandeo.

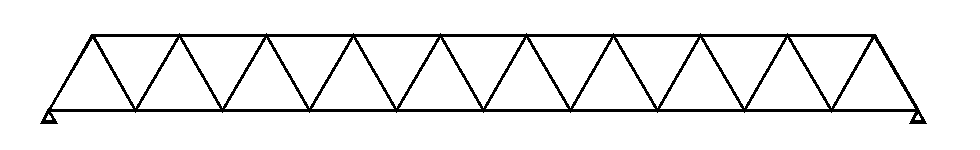
Esquema de celosía Warren

- La celosía Warren fue patentada por los ingleses James Warren y Willboughby Monzoni en 1848. El rasgo característico de este tipo de celosías es que forman una serie de triángulos isósceles (o equiláteros), de manera que todas las diagonales tienen la misma longitud. Típicamente en una celosía de este tipo y con cargas aplicadas verticales en sus nudos superiores, las diagonales presentan alternativamente compresión y tracción. Esto, que es desfavorable desde el punto de vista resistente, presenta en cambio una ventaja constructiva. Si las cargas son variables sobre la parte superior de la celosía (como por ejemplo en una pasarela) la celosía presenta resistencia similar para diversas configuraciones de carga.

Entre las variaciones más comunes está el uso de doble celosía Warren y la inclusión de montantes.

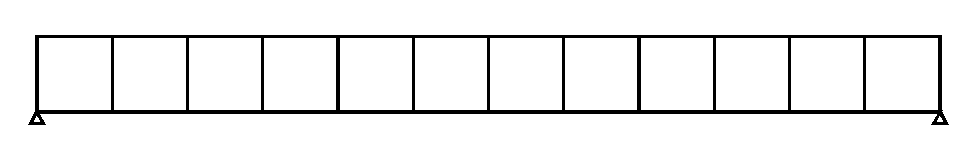
Esquema de viga Vierendeel

- La pseudocelosía Vierendeel, en honor al ingeniero belga A. Vierendeel, tiene como características principales las uniones obligatoriamente rígidas y la ausencia de diagonales inclinadas. De esta manera, en una (pseudo)celosía Vierendeel, no aparecen formas triangulares como en la mayoría de celosías, sino una serie de marcos rectangulares. Se trata por tanto de una estructura empleada en edificación por el aprovechamiento de sus aperturas.

Existen otros tipos de estructuras de celosía o cerchas tales como:
- Abanico.
- Armadura K.
- Bailey.
- Barril.
- Bollman.
- Bowstring.
- Doble Invertida.
- Fink.
- Multipanel.
- Pennsylvania.

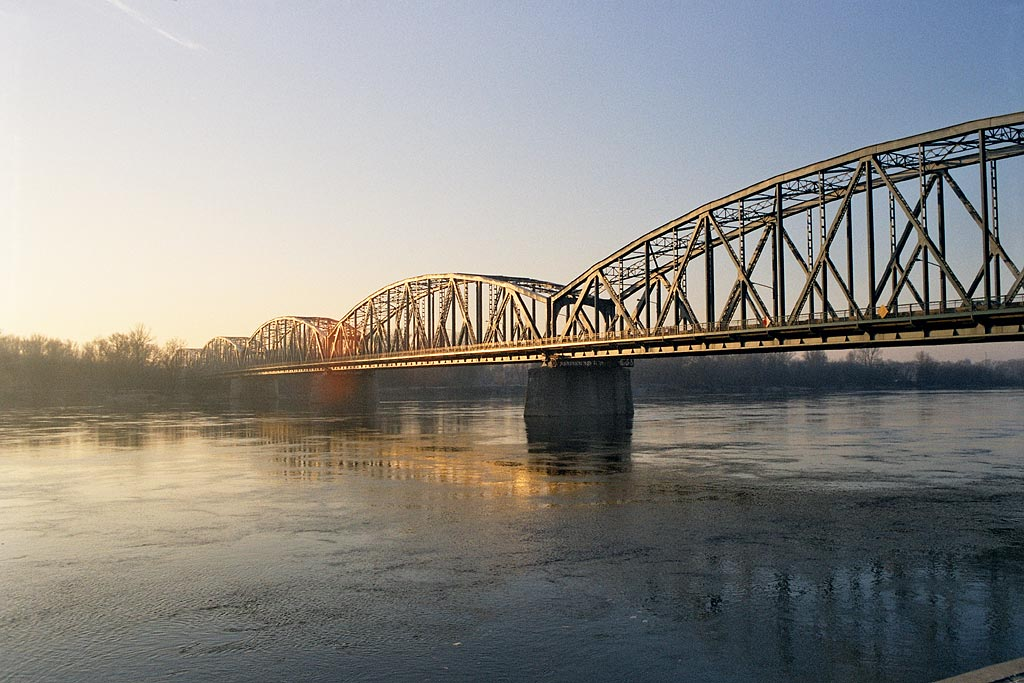
Puente sobre el Vístula en Polonia, de celosía Warren, reforzada con diagonales y montantes auxiliares para reducir las deformaciones.
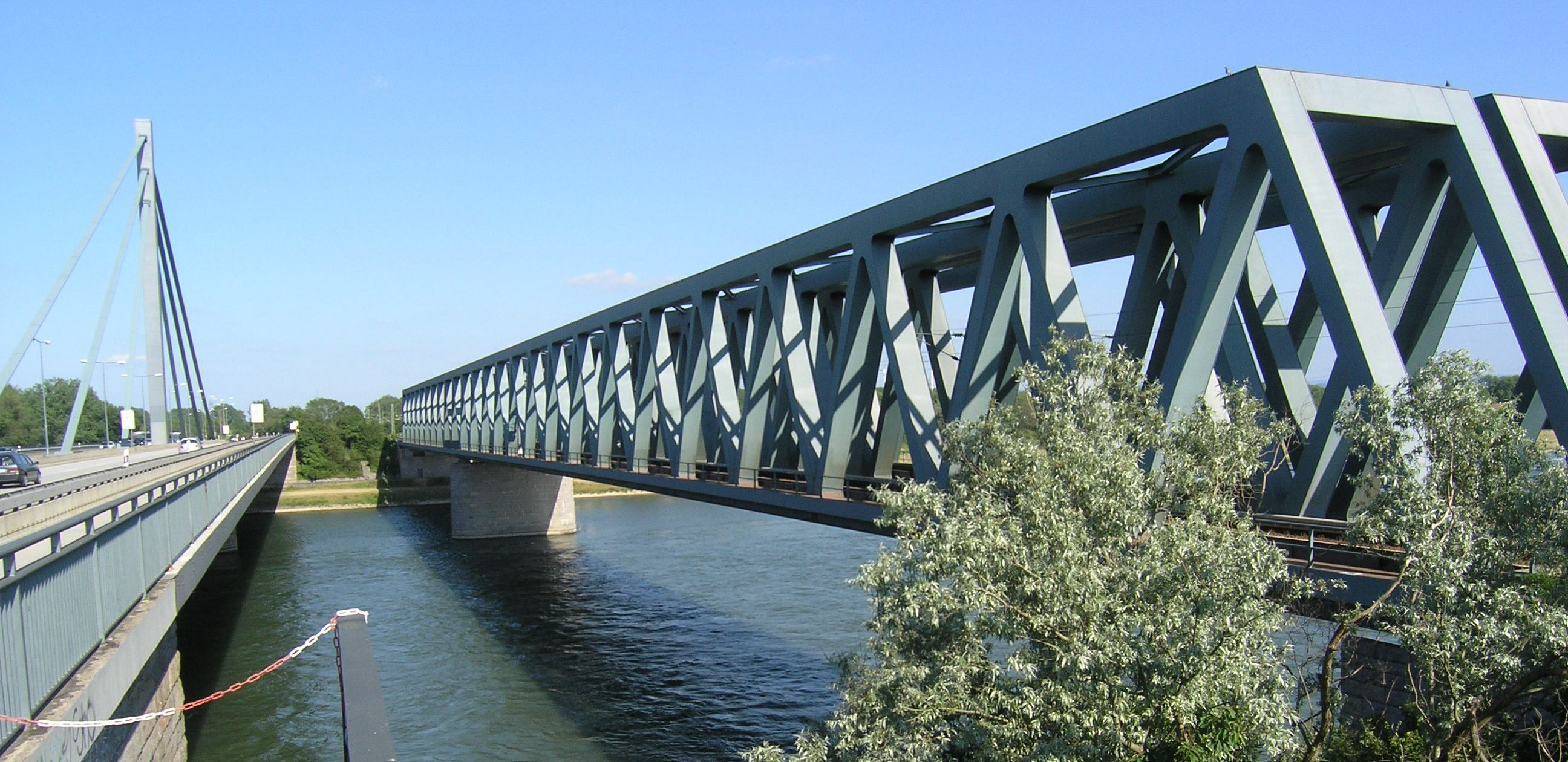
Un puente de celosía Warren sobre el Rin en Karlsruhe, Alemania.
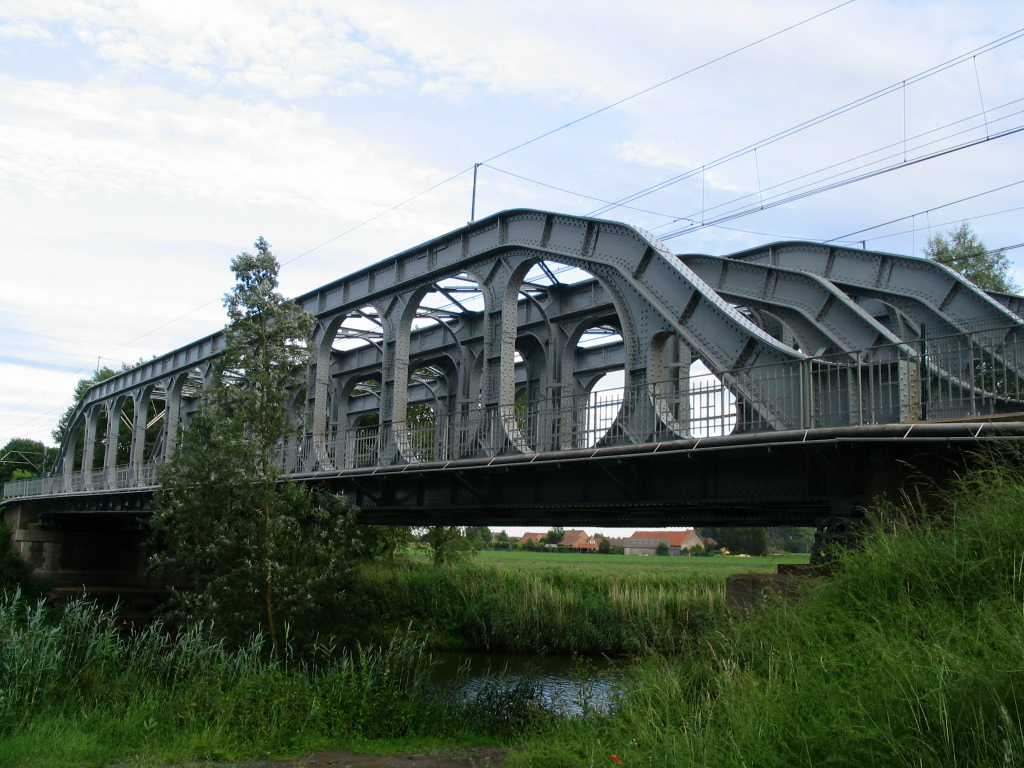
Un puente en Grammene, Bélgica, de (pseudo)celosía Vierendeel reforzada en las uniones.

## Cálculo de celosías
En el cálculo de celosías se puede dividir en las siguientes etapas de cálculo:
1. Determinación de cargas sobre los nudos
2. Determinación de los esfuerzos de las barras y comprobación de las secciones traccionadas y comprimidas.
3. Comprobación de las soldaduras de los nudos, en caso de que en lugar de articulaciones se usen soldaduras.

### Celosías planas
Las celosías planas, estáticamente determinadas, pueden ser calculadas con suficiente aproximación, sin considerar las deformaciones, usando únicamente ecuaciones de estática. En este tipo de celosías se puede estimar que los nudos son articulados, por lo que no se tiene en cuenta el momento flector, ni el esfuerzo cortante, solo se considera el esfuerzo axial, constante a lo largo de la barra. Existen diversos métodos basados en aplicar las ecuaciones de la estática de manera eficiente y rápida, para una celosía de n nudos:
- Método de los nudos, consistente en estimar que cada uno de los nudos está en equilibrio, lo que implica que la suma vectorial de las fuerzas actuantes sobre cada barra se equilibran. Al existir n nudos es necesario resolver 2n ecuaciones lineales. Este método solo funciona para celosías estáticamente determinadas (internamente isostáticas) con 2n-3 barras, siendo n el número de nudos. Para celosías complejas el método de los nudos conduce a un sistema con más incógnitas que ecuaciones y no permite determinar los esfuerzos.
- Método de Cremona-Maxwell es un sencillo método gráfico basado en el método de los nudos, usando una operación de dualidad geométrica, por la cual, a cada estructura reticular se le asigna un diagrama de puntos, en donde cada punto representa una retícula de la estructura, y cada segmento, entre estos puntos dados, representa la magnitud del esfuerzo de la barra situada entre dos retículos. La suma vectorial de las fuerzas actuantes sobre cada barra se equilibra gráficamente.
- Método de Ritter o de las secciones. Desarrollado por el ingeniero alemán August Ritter (1826-1908), este método consiste en realizar cortes en una estructura reticulada con el fin de encontrar las fuerzas internas en cada elemento, tomando en cuenta la sección cortada en equilibrio y utilizando las 3 ecuaciones de equilibrio para determinar las fuerzas internas. Este método únicamente permite realizar un corte en el que se intercepte un máximo de 3 barras (al menos una de las cuales no sea paralela a las otras dos).
- Método matricial que requiere resolver un sistema de 2n-3 ecuaciones para los desplazamientos desconocidos, a partir del cual se calculan fácilmente las reacciones y los esfuerzos sobre las barras. En general resulta algorítmicamente más trabajoso que los otros dos, pero es fácilmente programable y tiene la gran ventaja de ser extendible casi sin modificaciones a celosías externamente hiperestáticas.

Las estructuras para las que funcionan los dos primeros métodos se denominan simples, y su geometría es la de una triangulación conforme. Existen celosías estáticamente determinadas que no son simples, llamadas compuestas que pueden ser calculadas por el método de las secciones, posiblemente combinado con el de los nudos o el de Cremona-Maxwell. Si las celosías no están determinadas estáticamente, cosa que sucede siempre que b >  2n-3 los tres primeros métodos anteriores no funcionan y debe emplearse el método de Henneberg o el método matricial de la rigidez. En el caso de que b >  2n-3 las celosías de denominan complejas.

### Celosías tridimensionales
Para las celosías tridimensionales estáticamente determinadas puede emplearse la versión tridimensional del método de los nudos. Para estructuras hiperestáticas pueden emplearse diversos métodos matriciales.